# 더 박스 (2021년 영화)
《더 박스》는 2021년에 개봉 예정인 대한민국의 영화이다.

## 캐스팅
- 찬열 : 지훈 역
- 조달환 : 민수 역